# Gmina Laktaši
Gmina Laktaši (serb. Општина Лакташи / Opština Laktaši) – gmina w Bośni i Hercegowinie, w Republice Serbskiej. W 2013 roku liczyła 34 210 mieszkańców.